# Enric de Vitskøl
Enric de Vitskøl, en danès Henrik (Regne de França, ca. 1100 - Vitskøl, Jutlàndia del Nord, Dinamarca, ca. 1180), fou un monjo cistercenc, fundador de l'abadia de Vitskøl. És venerat com a beat a l'Església catòlica.

## Biografia
Enric havia nascut a França cap al 1100. Quan s'inicià la reforma de l'Orde del Cister, se'n sentí atret i hi ingressà al monestir de Claravall, on fou deixeble de Bernat de Claravall. Cap a mitjan segle xii, amb altres monjos marxaren en missió de predicació cap al nord, fundant cases cistercenques pel camí. Enric arribà a Suècia, on fou abat del monestir de Varnhem, a la costa sueca. Hi tingué un greu conflicte amb la reina Cristina Björnsdotter, esposa d'Eric IX de Suècia, que considerava seves algunes de les terres de l'abadia i volgué expulsar els monjos. La tradició diu que per escandalitzar-los i fer que en marxessin, envià un grup de dones que es despullaren i ballaren davant dels monjos mentre feien una processó i un ofici religiós. Enric, escandalitzat, marxà per comunicar els fets al capítol general de l'orde i demanar l'excomunicació de la reina al papa.

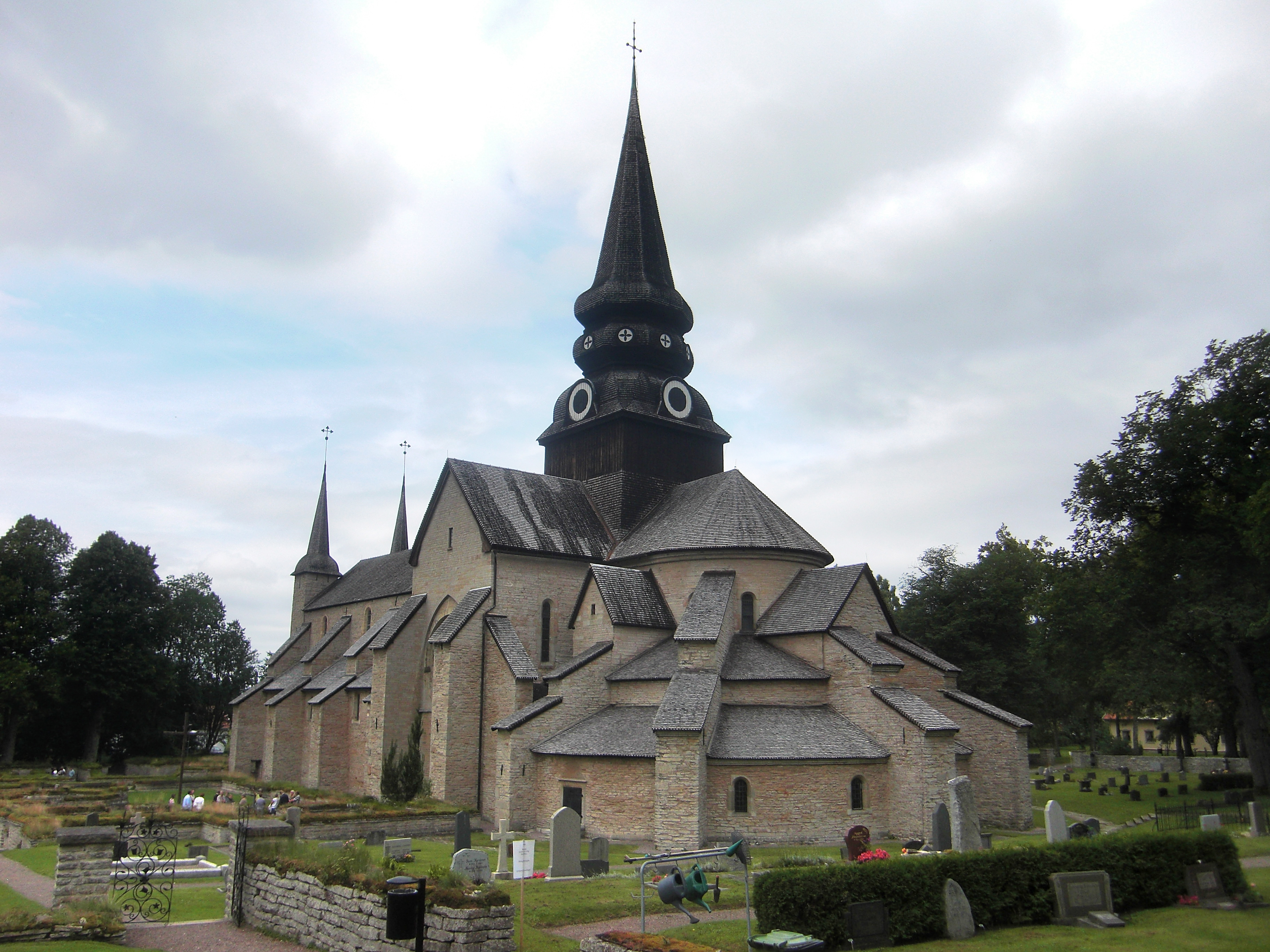
Abadia de Varnhem, primer monestir regit per Enric.

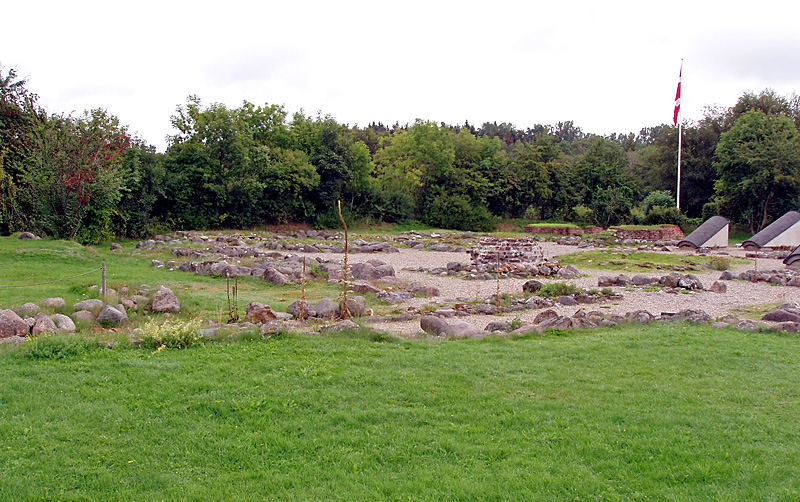
Ruïnes de l'abadia d'Øm.

Arribà a Roskilde (Dinamarca), on tenia lloc un sínode i hi trobà l'arquebisbe Eskil de Lund, aquí explicà el que havia passat. Poc abans, Valdermar I el Gran, com a acte de gratitud per la seva victòria sobre els suecs a Grathe Hede (1157), i arran d'una visió en somnis, segons la tradició, volgué fundar un monestir cistercenc al seu regne i donà per això unes terres situades en una important ruta comercial. L'arquebisbe Eskil pensà que Enric, que tenia un gran prestigi per la seva virtut i erudició, erà la persona idònia per a la nova fundació i li encarregà. Així, Enric hi fundà i fou el primer abat del monestir de Vitskøl (en llatí Vitae Schola, "escola de vida"), prop de Ranum (municipi de Vesthimmerland, Jutlàndia del Nord, Dinamarca). Dedicat a la Mare de Déu, el primer establiment s'obrí l'abril de 1158 i avui és el més antic dels monestirs medievals conservats del nord d'Europa. Hi portà 22 monjos i germans llecs de Vernham, a qui l'abat Gerard d'Alvastra donà permís perquè hi anessin amb els seus llibres i vasos litúrgics per formar la primera comunitat.
La comunitat cresqué i en 1165 fundà una casa filla a Sabro, i després a Sminge. Els dos intents foren infructuosos per les males condicions dels terrenys, i s'instal·laren a Veng, que també deixaren per disputes sobre les terres. Un nou intent a Kalvø (al llac Skanderborg) fracassà i finalment s'instal·laren a l'abadia d'Øm, en 1172.
Enric fou un abat respectat i setimant i morí en llaor de santedat. No se'n sap l'any, i deu haver estat cap al 1180. Se'n coneix, però, que morí un 11 de febrer.
Malgrat que no fou canonitzat oficialment, fou venerat des de la seva mort i com a beat a l'Orde del Cister.